# 橢圓函數
在複分析中，橢圓函數是複平面上的雙週期亞純函數。歷史上，橢圓函數起初被視作橢圓積分之逆。
更明確地說，固定{\displaystyle \mathbb {C} }中的格{\displaystyle \Lambda :=\mathbb {Z} a\oplus \mathbb {Z} b\subset \mathbb {C} }（{\displaystyle a,b\in \mathbb {C} }），亞純函數{\displaystyle f}是{\displaystyle \Lambda }的橢圓函數，若且唯若對每個{\displaystyle z\in \mathbb {C} ,\ell \in \Lambda }皆有{\displaystyle f(z+\ell )=f(z)}（此即「雙週期」的含義）。
全純橢圓函數的绝对值应恒小于某个正数，因此该函数有界，而根據複分析中的刘维尔定理，有界的全纯函数只能是常數函數，故非常數的橢圓函數必帶極點，或者说，椭圆函数是亚纯函数。下文中讨论椭圆函数的性质时，不将常函数视为椭圆函数。
一般的椭圆函数的导数仍为椭圆函数。
椭圆函数在单位平行四边形内的留数之和为零，因此可以进一步得知椭圆函数的阶数至少为二，否则，该函数在单位胞腔内将只有一个一阶极点，在该点上的函数展开式的无限部分将不为零，导致矛盾。標準的橢圓函數有兩種，分別是只有留数之和为零的两个一阶极点的雅可比橢圓函數及只有一个留数为零的二阶极点的魏爾斯特拉斯橢圓函數。雖然雅可比橢圓函數較為古老，且與實際應用的關係更為直接，大多數現代作者在介紹基本理論時多採用魏爾斯特拉斯橢圓函數，因其函數形式更為簡單。是准周期函数的Θ函數雖非雙週期函數，但也能用來構造橢圓函數。
出于周期性，椭圆函数还具有一系列好的性质。比如，单位胞腔内椭圆函数零点的数目等同于极点的数目，而取得任何有限或无限值的次数相同。进一步地，对于两个拥有相同周期的椭圆函数，存在代数关系：如果它们具有相同的的零点和极点及其阶数，那么它们之比是非零的常数；如果它们具有相同的极点和极点的无限部分，那么它们之差为一常数。所以，任意椭圆函数都可以用魏爾斯特拉斯橢圓函數和雅可比橢圓函數来描述。

## 雅可比椭圆函数
共有十二个雅可比椭圆函数，分别對映到某個矩形的頂點連線。此諸頂點記作 {\displaystyle s\,} {\displaystyle c\,} {\displaystyle d\,} {\displaystyle n\,}。在十二个椭圆函数中，椭圆正弦函数{\displaystyle \operatorname {sn} }，椭圆余弦函数{\displaystyle \operatorname {cn} }和椭圆德尔塔函数{\displaystyle \operatorname {dn} }是最基本的，作为第一类不完全椭圆积分的逆出现。如果有
{\displaystyle u=\int _{0}^{\phi }{\frac {d\theta }{\sqrt {1-m\sin ^{2}\theta }}}.}
那么三个椭圆函数就可以定义为
{\displaystyle \operatorname {sn} \;u=\sin \phi \,}
{\displaystyle \operatorname {cn} \;u=\cos \phi }
{\displaystyle \operatorname {dn} \;u={\sqrt {1-m\sin ^{2}\phi }}.\,}
这里的{\displaystyle m\in \mathbb {R} }是椭圆模长{\displaystyle k}的平方，一般取{\displaystyle 0\leq m\leq 1}。另外九种椭圆函数可以表示为基本椭圆函数的商和倒数。

## 文獻
- Abramowitz, Milton en Stegun, Irene A., eds. (1965). Handbook of Mathematical Functions with Formulas, Graphs, and Mathematical Tables. New York: Dover. ISBN 0-486-61272-4.（Chapter 16, 18）